# Gilera G
La Gilera G è una gamma di scooter prodotta dalla casa motociclistica Gilera dal 1962 al 1968, composta dai modelli Gilera G50, Gilera G50 T e Gilera G80.

## Il contesto
Nel 1959, l'entrata in vigore del DPR 956/58, meglio conosciuto come Nuovo codice della strada, aveva delineato la nuova categoria dei ciclomotori, quale veicolo a motore privo di targa e utilizzabile senza patente di guida con contestuale abolizione dell'obbligo dei pedali presente nella precedente categoria "Velocipidi muniti di motore ausiliario". Pensato come mezzo di locomozione utilitaristico, la Legge fissava per il ciclomotore limiti di, cilindrata, potenza, velocità e peso che, in linea teorica, avrebbero dovuto focalizzare la competizione tecnologica tra le case motociclistiche, sui valori di economia d'esercizio e di comfort, escludendo le prestazioni velocistiche.
Tale riflessioni furono la base per decidere di costruire uno scooter con motore a 4 tempi, di potenza rispettosa dei limiti imposti e con consumi bassissimi.
Tuttavia le previsioni di Giuseppe Gilera si dimostrarono illusorie. Anche su questi mezzi utilitari, il confronto era ancora basato sulle prestazioni e il pubblico preferiva acquistare ciclomotori dotati di propulsori a 2 tempi che, con piccola spesa, potevano essere portati a potenze ben maggiori.

## Storia
L'originalità progettuale profusa dalla Gilera per lo scooter "G50" fu riservata principalmente al propulsore e alla sua economia di esercizio. 

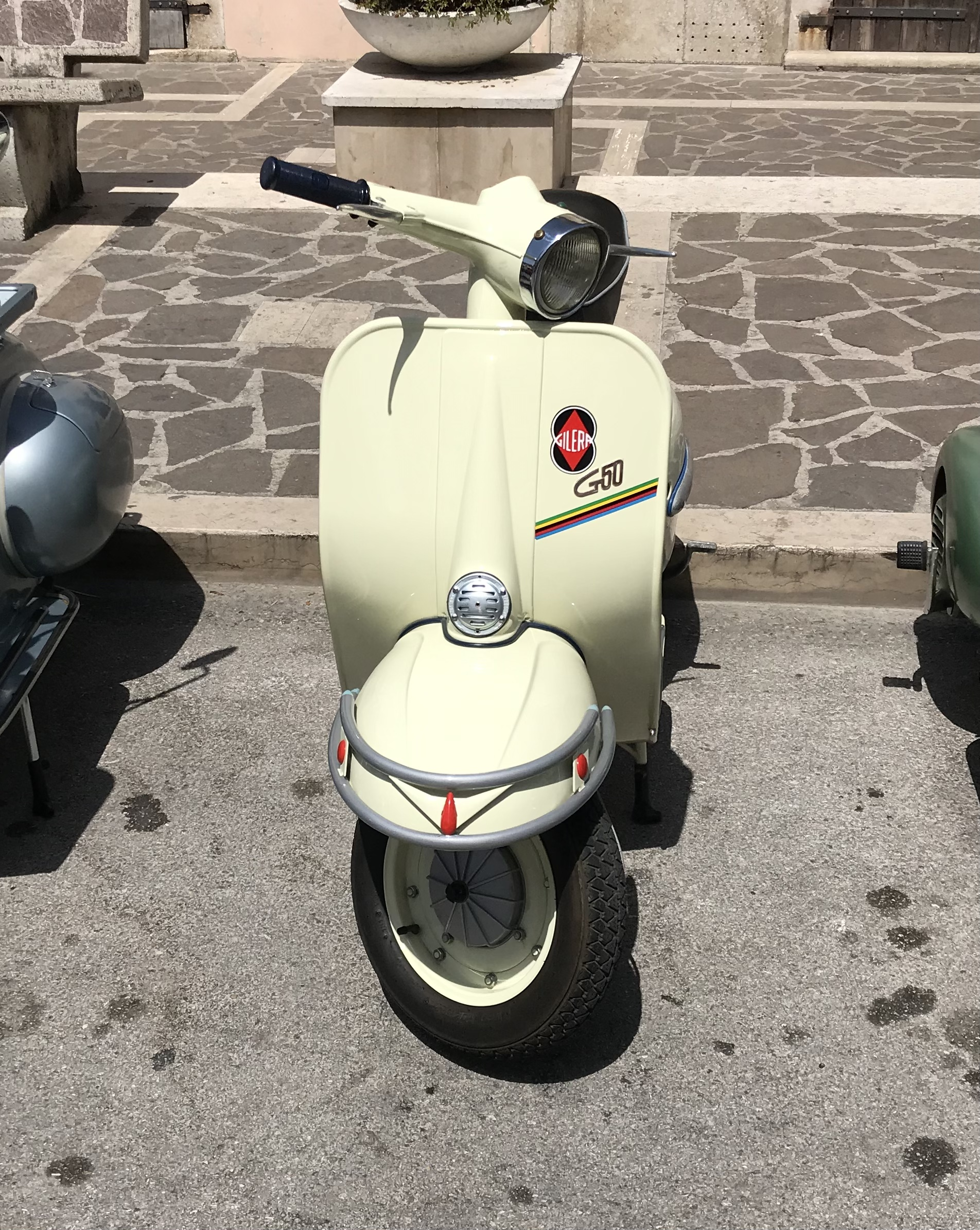
Il Gilera G50, versione del 1965.

Il piccolo propulsore a ciclo Otto e quattro tempi, vanta la trasmissione finale senza catena e il cambio a tre marce. La parte ciclistica e telaistica è del tipo a scocca portante, similmente alle "Vespa". Tuttavia la Piaggio presenterà la Vespa 50 solo l'anno successivo.
Nonostante un consumo dichiarato di 1,1 litri di benzina ogni 100 km, lo scooter della casa di Arcore venne accolto tiepidamente dal mercato e non raggiunse importanti volumi produttivi.
La prima serie del 1962 è contraddistinta principalmente da originali ruote a sbalzo di tipo scomponibile, sella singola e sospensione anteriore curva con attacco dall'alto. Per il mercato estero Gilera produsse la versione "G50T" con potenza di 2,3cv e velocità massima raggiunta di 60Km/h. Questa versione ottenne l'omologazione italiana come motociclo ed era dotata di luce di arresto in quanto le prestazioni del motore erano oltre al limite imposto dal codice della strada dell'epoca per i ciclomotori (40km/h)..
L'anno successivo nel 1963, fu affiancata il "G80", con cilindrata maggiorata a 76,4 cm³ e possibilità di trasportare un passeggero, fu prodotto in quasi 3000 esemplari fino al 1968.
Il motore del "G50" fu utilizzato anche sul ciclomotore "Cadet".
La Gilera ritornerà con uno scooter solo nel 1982 con la presentazione del "GSA".

## Esemplari prodotti
| Versione         | Prefisso telaio | Inizio produzione | Fine produzione | Esemplari |
| ---------------- | --------------- | ----------------- | --------------- | --------- |
| G50 (1ª serie)   | 003             | 1962              | 1962            | 5.598     |
| G50 (2ª serie)   | 003             | 1963              | 1968            | 9.487     |
| G50 T (1ª serie) | 004             | 1962              | 1962            | 298       |
| G50 T (2ª serie) | 004 e 007       | 1963              | 1968            | 3.559     |
| G80              | 005             | 1963              | 1967            | 2.798     |
| Totale           | Totale          | Totale            | Totale          | 21.740    |